# Nachal Netafim
Nachal Netafim (hebrejsky: נחל נטפים, arabsky: Vádí al-Radadi) je vádí v jižním Izraeli, v pohoří Harej Ejlat.
Začíná na egyptském území na Sinajském poloostrově. Na izraelské území vstupuje v nadmořské výšce přes 600 metrů západně od hory Har Jeho'achaz, kde podchází hraniční dálnici číslo 12, na níž se tu nachází hraniční přechod Netafim, a směřuje k jihu rychle se zahlubujícím skalnatým kaňonem, stáčí se k východu podél severního úbočí hory Har Jehoram a míjí pramen Ejn Netafim (עין נטפים), jeden z mála vydatných zdrojů sladké vody v tomto regionu. Poblíž kaňonu v tomto úseku vede turistická Izraelská stezka. Vádí pak z jihu míjí vrch Ma'ale Roded a u hory Har Jedidja se stáčí znovu k jihu. U hory Har Šlomo zprava přijímá vádí Nachal Bat Ševa. V posledním úseku se tok vádí obrací k severovýchodu, podél úbočí hory Har Šachmon, na jejímž severním okraji vstupuje do širokého údolí vádí Nachal Roded, do kterého ústí nedaleko vesnice Ejlot, jež je součástí příkopové propadliny vádí al-Araba.